# Плавија (Прахова)
Плавија (рум. Plavia) насеље је у Румунији у округу Прахова у општини Јордакеану. Oпштина се налази на надморској висини од 165 m.

## Становништво
Према подацима из 2002. године у насељу је живело 656 становника, од којих су сви румунске националности.